# Le Siècle au fil du timbre
Le Siècle au fil du timbre est une série de six feuillets émis par La Poste française entre 2000 et 2002, pour commémorer des personnages et faits mémorables du XXe siècle.
Deux particularités pour ces timbres :
- leurs sujets ont été choisis par le public parmi des propositions réparties en cinq thèmes,
- et deux personnes de leur vivant sont le sujet d'un timbre français, pour la première fois depuis Philippe Pétain.
La Poste a reçu plus de 700.000 bulletins pour les deux premières thématiques Sports et Société[1].

Les six feuillets ont été retirés de la vente le 12 décembre 2003 : le premier a donc été disponible pendant plus de 3 ans et demi.
Depuis mai 2003, le relais a été pris par la série de feuillets Portraits de régions, sans le recours au vote du public.

## Description
Chaque feuillet comprend dix timbres. Les timbres et le reste du feuillet sont imprimés en héliogravure. La majeure partie des illustrations est inspirée de photographies mises en couleurs, d'une manière peu réaliste, à part le feuillet « Vie quotidienne » plutôt sobre pour représenter en noir et blanc des photographies proposés par des particuliers. 
Les timbres ont une valeur faciale en deux monnaies (3,00 francs - 0,46 €) en 2000 et 2001, puis seulement en euro en 2002. Cette valeur correspond alors à l'affranchissement d'une lettre de moins de 20 grammes pour la France et l'Europe de l'Ouest.
Les dix timbres sont disposés ainsi : 
- sur fond d'un montage de photographies, cinq timbres différents sont placés dans la partie supérieure,
- en bas, cinq timbres identiques sont reproduits de façon que la bande qu'ils constituent soit aisément détachables.
 La Poste a opté pour cette mise en page pour encourager les non-philatélistes à acheter ces feuillets : objet de collection à la mode à l'approche des célébrations de changement de millénaire pour la partie supérieure, et timbres pour affranchir joliment son courrier pour la partie inférieure.

Le public était appelé à choisir les sujets timbrifiés en renvoyant une carte dispensée d'affranchissement. L'expéditeur sélectionnait cinq propositions parmi une vingtaine jugées emblématiques du XXe siècle.

## Les feuillets
Tous les feuillets ont été retirés de la vente le 12 décembre 2003.

### En sport
Émis le 17 avril 2000, le feuillet est mis en page par Claude Andréotto.
Ont été choisis par le public (entre parenthèses : le thème dont est issu ce choix et le pourcentage de bulletins en sa faveur dans ce thème) :
- le boxeur français Marcel Cerdan (sportifs de légende, 54,37 %),
- le skieur français Jean-Claude Killy, champion olympique (exploits de légende, 33,43 %),
- l'athlète américain Carl Lewis (performances de légende, 38,13 %),
- l'aviateur américain Charles Lindbergh, auteur de la première traversée de l'océan Atlantique en avion (aventures de légende, 31,2 %).

Un an et demi après la première victoire de l'équipe de France de football lors de la coupe du monde, un timbre sur cet événement a été réclamé (victoires françaises de légende, 69,96 %): le dessin représente la coupe tenu en l'air par un footballeur non visible, sur fond d'un public de stade.
Demandés également par le public, Jean-Claude Killy et Carl Lewis sont les deux seuls personnalités timbrifiées de leur vivant en France, à l'exception des chefs d'État Napoléon III et Philippe Pétain. Une troisième personnalité a été timbrifiée quelques semaines après dans le thème Société : Buzz Aldrin

### Société
Émis le 30 septembre 2000, le feuillet est mis en page par Claude Andréotto.
Ont été choisis par le public comme événements sociaux d'importance (entre parenthèses : le thème dont est issu ce choix et le pourcentage de bulletins en sa faveur dans ce thème) :
- l'invention du lave-linge en 1901 (un siècle au quotidien, 67,97 %),
- les congés payés créés pendant le Front populaire en 1936 (un siècle de progrès social, 42,92 %),
- le droit de vote des femmes françaises en 1944 (un siècle d'émancipation des femmes, 63,05 %),
- la Déclaration universelle des droits de l'homme de 1948, représentée par un graffiti sur un mur de briques et symbolisant la liberté d'expression (un siècle de démocratie, 41,29 %),
- le premier pas sur la Lune de Neil Armstrong, le 21 juillet 1969 (un siècle d'événements, 62,33 %). Le timbre représente Buzz Aldrin. La Photo a été prise par Neil Armstrong.

### Médias et communications
Émis le 19 mars 2001, le feuillet est mis en page par Bruno Ghiringhelli.
Ont été choisis par le public :
- la publicité illustrée par le personnage de Jean Mineur (publicité cinématographique),
- les émissions de télévision :
  - pour enfants : Bonne nuit les petits
  - et de variétés Salut les copains,
- le disque compact (CD)
- le téléphone portable représenté tenu en main par un bébé.

### Sciences et inventions
Émis le 24 septembre 2001, le feuillet est mis en page par Bruno Ghiringhelli.
Ont été choisis par le public :
- la pénicilline découverte par Alexander Fleming,
- la première photographie de l'ADN par Rosalind Franklin,
- le laser,
- l'envoi du premier homme dans l'espace, Youri Gagarine,
- l'invention de la carte à puce par Roland Moreno.

### Transport
Émis le 25 mars 2002, le feuillet est conçu par Valérie Besser de l'agence La Rue de Babel.
Ont été choisis par le public des véhicules d'invention française :
- la mobylette,
- la deux chevaux de Citroën,
- le paquebot France,
- le TGV,
- le Concorde dont le numéro d'identification est le F-BTSC, celui de l'appareil qui s'est écrasé en 2000 à Gonnesse[2].

Le feuillet représente également un car, une Renault 4L, un avion Airbus et la station Mir.

### Photographies de la vie quotidienne
Émis le 30 septembre 2002, le feuillet est conçu par Valérie Besser de l'agence La Rue de Babel.
Parmi des photographies envoyées par les Français, dix figurent sur le feuillet dont cinq sous forme de timbres. Les cinq photographies choisies pour les timbres représentent de haut en bas : « un superbe été » (un couple et leur jeune enfant sur une motocyclette), un « pêcheur de sable », « Louise la repasseuse » de La Pommeraye, un « enfant à la fontaine » et une scène « sur les bancs de l'école ». Cinq autres illustrent le fond : un grand-père et un bébé, un couple tout juste marié, des travaux des champs (transport de paille), un camping et le personnel d'un commerce. Les cinq premiers timbres sont répartis sur le fond, les cinq autres sont disposés en une bande horizontale en bas du feuillet.

## Couvertures de carnet
Pour assurer la promotion de cette série, La Poste a émis en tout cinq carnets de timbres Marianne du 14 juillet, dont la couverture annonçait pour le premier l'idée de faire choisir par les Français, les quatre autres sur le thème d'une des séries.